# Francesco Albizzi
Francesco Albizzi (Cesena, 24 ottobre 1593 – Roma, 5 ottobre 1684) è stato un cardinale italiano.

## Biografia
Nacque da Tommaso Albizzi e Francesca Funetti. Prima della vita ecclesiastica, si sposò con Violante Martinelli, da cui ebbe cinque figli.
Condannò il giansenismo e fu per questo nominato segretario della commissione per l'esame e l'annientamento di esso da papa Innocenzo X. Stese varie bolle papali.
Partecipò a quattro conclavi:
- conclave del 1655 che elesse papa Alessandro VII
- conclave del 1667 che elesse papa Clemente IX
- conclave del 1669-1670 che elesse papa Clemente X
- conclave del 1676 che elesse papa Innocenzo XI

## Opere
- (LA) De iurisdictione quam habent cardinales in ecclesiis suorum titulorum, Roma, Stamperia Camerale, 1668.
- Risposta alla Historia della Sacra Inquisitione composta già dal R. P. Paolo Servita, 1678.
- De incostantia in iure admittenda vel non, 1683.
- De incostantia in iudiciis, 1698.

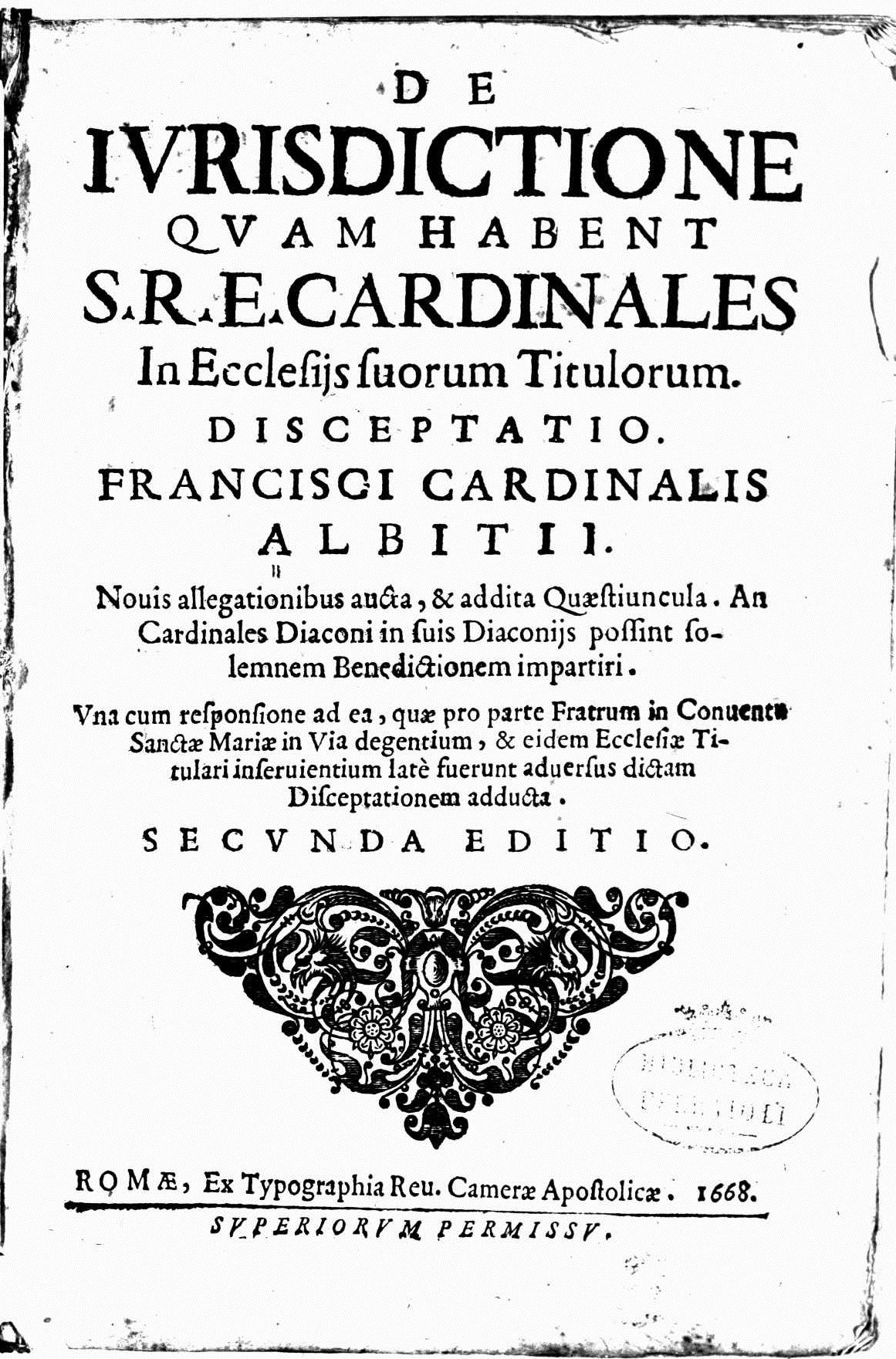
De iurisdictione quam habent cardinales in ecclesiis suorum titulorum, 1668